# میا جورج
میا جورج (انگلیسی: Miya George؛ زادهٔ ۲۸ ژانویهٔ ۱۹۹۲) هنرپیشه و مدل اهل هند است.
از فیلم‌ها یا برنامه‌های تلویزیونی که وی در آن نقش داشته‌است می‌توان به حافظه، شراب قرمز، سلام من تونی هستم، دکتر لاو و آقای تقلب اشاره کرد.